# Valenzuela subflavus
Valenzuela subflavus är en insektsart som först beskrevs av Samuel Francis Aaron 1886.  Valenzuela subflavus ingår i släktet Valenzuela och familjen fransvingestövsländor. Inga underarter finns listade i Catalogue of Life.